# Fåret Dolly
Fåret Dolly blev født den 5. juli 1996 på Roslin Institute i Skotland, hvor forskere i forsøget på at skabe det perfekte avlsfår eksperimenterede med genetisk kopiering. Selvom Dolly på grund af den voldsomme presseomtale og efterfølgende diskussion almindeligvis regnes som det første klonede pattedyr, er det ikke korrekt. Forskerne ved Roslin Institute klonede allerede i 1995 tvillingefårene Megan og Morag fra celler taget fra et ni dage gammelt foster. Cellerne fra Dolly, derimod, blev taget fra et voksent fårs brystvæv, hvilket også forklarer at opdrætterne opkaldte lammet efter countrysangerinden Dolly Parton.
Selve kloningen foregik ved at fjerne kromosomerne fra erstatningsmorens æg med en mikroskopisk pipette, og erstatte dem med donorfårets celler. Derved udvikles et normalt foster, som placeres i erstatningsmoderens livmoder. Dollys fødsel blev først offentliggjort i 1997, og affødte voldsom diskussion om især de etiske perspektiver af kloning, ikke mindst fordi Dolly åbnede døren for kloning af mennesker. Forskere mente i 1999 at Dolly ældedes unaturligt, fordi Dolly genetisk var seks år ("moderens" alder ved udtagning af celler fra brystvævet) ved fødslen. I 2002 udviklede Dolly ledbetændelse som kunne tyde på tidlig alderdom, men sammenhængen kunne ikke påvises, og betændelsen kunne skyldes at Dolly havde slået sig ved at springe over et hegn.
Dolly blev aflivet i februar 2003. Beslutningen blev taget umiddelbart efter en undersøgelse, der viste, at Dolly led af en fremskreden lungesygdom, som er meget almindelig for avlsfår.